# Acropternis
Acropternis is een geslacht van vogels uit de familie Rhinocryptidae (tapaculo's).

## Taxonomie
Het geslacht telt slechts één soort:
- Acropternis orthonyx – Zilverpareltapaculo